# غريتا لي
غريتا لي (بالإنجليزية: Greta Lee)‏ هي ممثلة أمريكية، ولدت في 1 مارس 1983 بلوس أنجلوس في الولايات المتحدة.

## أعمال

### أفلام
- (2014) أفضل خمسة[6]
- (2014) الإسكافي[7]
- (2014) القديس فينسنت[8][9]
- (2015) الأخوات[10]
- (2016) وحش المال[11]

### مسلسلات
- الفتاة الجديدة

## وصلات خارجية
- غريتا لي على موقع IMDb (الإنجليزية)
- غريتا لي على موقع ألو سيني (الفرنسية)
- غريتا لي على موقع أول موفي (الإنجليزية)
- غريتا لي على موقع قاعدة بيانات برودواي على الإنترنت (الإنجليزية)
- غريتا لي على موقع قاعدة بيانات الفيلم (الإنجليزية)